# Fox terrier de pelo duro
A fox terrier de pelo duro[Nota] (em inglês:  fox terrier (wire)) é uma raça considerada de adestramento difícil, devido a sua personalidade voluntariosa e pelo gosto de morder. No início, era considerado terrier todo cão que caçasse raposas. De um cruzamento seletivo, resultou o fox de pêlo duro, musculoso, cheio de energia, mas um pouco compulsivo. Semelhante ao seu parente de pelo liso, é visto como um bom animal para o campo, já que também gosta de cavar. Segundo dados encontrados, esta raça surgiu um pouco depois do fox de pelagem lisa, em 1870.